# 최서현
최서현(1998년 5월 31일 ~ )은 대한민국의 가수다. 2017년 EP 앨범 [GHOOD LIFE]로 정식 데뷔했다.

## 방송
- 고등래퍼 1 (2017) - Top18(14위)
- 쇼미더머니 6 (2017) - Top29
- 쇼미더머니 777 (2018) - Top60
- 사인히어 (2019) - Top9(7위)